# Иоасаф (Карпов)
Епи́скоп Иоаса́ф (в миру Ио́сиф Арсе́ньевич Ка́рпов; 20 декабря 1889, деревня Рузбугино, Ярославская губерния — 26 мая 1973, Клинцы) — епископ Древлеправославной Церкви Христовой (старообрядцев, приемлющих белокриницкую иерархию), епископ Клинцовский и Новозыбковский.

## Биография
Родился 20 декабря 1889 года в бедной крестьянской семье. Родители, отец Арсений Карпович Карпов и мать Евстолия Никифоровна, занимались крестьянством, отец работал сезонно на отхожих промыслах в Петербурге на водном транспорте. После их смерти (мать умерла в 1907-м, отец в 1909 г.) жил с семьёй старшего брата и занимался крестьянским трудом. Окончил сельскую школу. Церковнославянское чтение и крюковое пение изучал дома и при храме.
В 1911 году был призван в армию и зачислен в артиллерию в Финляндский стрелковый дивизион. Из-за болезни комиссован на год раньше срока, а 15 января 1913 года освобождён в запас. В том же году вступил в брак с Анисьей Гавриловной Осиповой из деревни Шода Костромской губернии. 18 июля 1914 года вновь был призван в армию и служил в 80-й парковой артиллерийской бригаде до 1918 года. В 1919-м призван в Красную армию и нёс службу в крепостной артиллерии Кронштадтского и Ораниенбаумского районов. В 1921 года демобилизовался. По осень 1923 года занимался крестьянским трудом на родине.
19 октября 1923 года по избранию общины был рукоположен в сан диакона и затем священника в Рузбугино к храму Петра и Павла, где прослужил до 1931 года.
В январе 1931 года был арестован. В марте того же года — осуждён по обвинению в контрреволюционной агитации. Срок пребывания под стражей и сама мера наказания требуют уточнения. Утверждение И. В. Поздеевой, что он 17 или 18 лет провёл в «сталинских лагерях» неверно. До начала 1942 года работал по лесосплаву в Костромской конторе.
Определением Московского архиепископа Иринарха (Парфёнова) от 23 января 1942 года назначен на служение к Покровскому храму села Стрельниково Костромской области. С активом общины провёл капитальный ремонт храма. В ноябре 1950 года епископом Геронтием (Лакомкиным) возведён в протоиереи в Москве, так как епископ Георгий не смог приехать в Стрельниково из-за болезни.
5 сентября 1963 года овдовел. 29 января 1964 года советом архиепископии избран кандидатом во епископы. Приняв иночество с наречением имени Иоасаф, 16 февраля 1964 года хиротонисан во епископа в Покровском кафедральном соборе на Рогожском кладбище на Клинцовскую и Новозыбковскую епархию. Хиротонию совершили: архиепископ Иосиф (Моржаков), епископ Иринарх (Вологжанин) и епископ Никодим (Латышев).
24 января 1968 года на Освященном соборе ему было поручено временно управлять приходами Волго-Донской и Кавказской епархиями.
Принял участие в проходившей с 1 по 4 июля 1969 года в Загорске конференции представителей всех религий в СССР за сотрудничество и мир между народами. На конференцию прибыло 130 гостей из-за рубежа — христиан, буддистов, мусульман и иудеев.
Ирина Поздеева вспоминала о епископе Иоасафе как о поразившем «невероятной незлобивостью, истинной любовью к ближнему. <…> Владыка умел чувствовать и понимать, что нужно для развития и процветания старообрядчества, не чурался новых форм, если они помогали хранить древнюю духовность. В 1971 году он произнёс в Клинцовском храме поразительную по тем временам проповедь, в которой объяснил безыскусными, но такими мудрыми словами общую задачу, объединяющую, по его мнению, староверов и нас, археографов: возвращать прошлое настоящему, а настоящее — будущему».
Скончался 26 мая 1973 года в Клинцах Погребён на Клинцовском городском кладбище.